# Contralínea
Contralínea. Periodismo de Investigación es una revista mexicana que publica análisis, reportajes e investigaciones sobre la política del país.
Mediante los métodos y las técnicas del periodismo de investigación, Contralínea documenta la corrupción, el abuso de poder, las violaciones a los derechos humanos y los movimientos de emancipación de los pueblos. Es dirigida y editada por el periodista Miguel Badillo.

## Acoso contra la revista y sus colaboradores
Desde su creación, el 10 de abril de 2002, Contralínea ha publicado reportajes sobre temas de interés social. A lo largo de su historia, la revista y sus colaboradores han enfrentado diferentes tipos de bloqueos y amenazas al ejercicio de su labor. Algunos de éstos:
5 de agosto de 2007. Representantes del Grupo Zeta Gas, contratista de la paraestatal Petróleos Mexicanos (Pemex), irrumpen en las instalaciones de Contralínea; amenazan con desaparecer la revista y exigen que se les revelen los nombres de fuentes de información
6 de agosto de 2007. Inician acciones judiciales. Jesús Zaragoza López, director de Zeta Gas, presenta la primera de tres demandas por supuesto daño moral ante el Juzgado 44 Civil del Tribunal Superior de Justicia del Distrito Federal. El caso se resolvió en diciembre de 2008 con una resolución condenatoria. Entre las irregularidades del caso destaca que el juez se excedió al dictar su resolución e impuso obligaciones de imposible cumplimiento; además, el juzgador de primera instancia pretendió respaldar su decisión con consideraciones no jurídicas, sino de apreciación personal y de valor en contra de los periodistas y del medio
7 de noviembre de 2007. Oceanografía, SA de CV, interpone un juicio civil por “daño moral” ante el Juzgado 40 de lo Civil, en contra de la revista Contralínea y de cuatro de sus periodistas. Durante las audiencias se cuestionó la calidad de los periodistas, así como de las pruebas ofrecidas por ellos. Se desecharon pruebas de la misma naturaleza y calidad que las ofrecidas por la parte demandante, sin que a ésta se le hayan desechado
13 de agosto de 2008. Los abogados Graham Alberto Zubía Félix, Francisco Cuéllar Ontiveros, Diego Romero Velasco, el actuario Juan Manuel Aguilar Maya y el perito auxiliar Sergio Guillermo Gonzáles Pulido, de la empresa gasera Zeta Gas, allanan las instalaciones de Contralínea acompañados por guardaespaldas armados y elementos de la Secretaría de Seguridad Pública del Distrito Federal
12 de septiembre de 2008. Contralínea interpone una queja ante la Comisión Nacional de los Derechos Humanos por acoso judicial y amenazas de muerte
16 de enero de 2009. Elementos de la Policía Bancaria e Industrial del Distrito Federal arrestan a Miguel Badillo, director de Contralínea
11 de febrero de 2009. Representantes del Grupo Zeta Gas allanan las instalaciones de Contralínea; exigen ingresar a los escritorios y archivos de los trabajadores y periodistas
22 de abril de 2009. Blue Marine Technology Group demanda a Contralínea y a cuatro de sus colaboradores por “daño moral”
14 de septiembre de 2009. La Comisión Nacional de los Derechos Humanos emite la Recomendación 57/2009 a favor de Contralínea, donde se acredita el veto publicitario del que era objeto la publicación semanal y el acoso judicial al que era sometida en esos momentos
10 de abril de 2010. Desconocidos allanan y saquean las instalaciones de Contralínea
27 de abril de 2010. La Caravana de la Paz que se dirigía a San Juan Copala, Oaxaca, es emboscada. Entre sus integrantes estaban la reportera de Contralínea Érika Ramírez y el fotógrafo David Cilia, quienes estuvieron en calidad de “desaparecidos” 2 días
29 de abril de 2010. Los reporteros Érika Ramírez y David Cilia son rescatados. Este último presentaba tres heridas de bala
3 de enero de 2011. La jueza 54, Yassmín Alonso Tolamatl, condena a Contralínea y a sus reporteros por el “uso abusivo de su libertad de expresión” y porque, según su consideración, la información relacionada con el uso de recursos del gobierno federal vía contrataciones no es de “interés público”. Caso Blue Marine
Abril de 2011. Magistrados del Tribunal Superior de Justicia del Distrito Federal revocaron la sentencia por daño moral dictada por la jueza 54, Yassmín Alonso Tolamatl
Entre el 31 de agosto y el 1 de septiembre de 2011. Son asesinadas las periodistas Marcela Yarce Viveros, fundadora de Contralínea, y Rocío González Trápaga (exreportera de Televisa)
18 de enero de 2012. A solicitud de la revista Contralínea, la Primera Sala de la Suprema Corte de Justicia de la Nación (SCJN) atrae el amparo directo 392/2011 promovido por el consorcio Blue Marine Technology Group, en el que demanda la reparación de “daño moral” por diversas publicaciones de este semanario. Según los empresarios, los periodistas violaron sus derechos de personalidad al relacionarlos con licitaciones y asignación de contratos de la paraestatal Pemex y al referirse a ellos “mediante insultos hacia su persona, imagen, decoro, honor, prestigio personal y comercial”
4 de julio de 2012. La Primera Sala de la SCJN niega el amparo de la justicia a las empresas Arrendadora Ocean Mexicana, Blue Marine Technology y Subtec, del consorcio Blue Marine Technology Group, que alegaban la reparación del daño moral y absuelve a los colaboradores de la publicación semanal. Asimismo, establece que la revista Contralínea realizó un trabajo profesional, apegado a los principios de la libertad de expresión.
Madrugada del 24 de junio de 2014. Fueron asaltadas por la noche las instalaciones de Contralínea, se llevaron expedientes, discos compactos con información editorial, 19 equipos de cómputo, una cámara de video profesional, grabadoras, libretas, tres televisores.

### Secuestro de periodistas en San Juan Coapala
En 2010, David Cilia (fotógrafo) y Érika Ramírez (reportera) formaron parte de la caravana humanitaria a San Juan Copala (Oaxaca) que fue atacada el 27 de abril de 2010 por miembros del grupo paramilitar Unión de Bienestar Social de la Región Triqui (Ubisort), acción donde fueron asesinados los activistas Alberta Cariño y Jyri Jaakkola. Los colaboradores de Contralínea fueron secuestrados en compañía de otros dos defensores de los derechos humanos y encontrados el 30 de abril con heridas leves.

### Asesinato de periodistas
El primero de septiembre de 2011, Marcela Yarce Viveros, fundadora y reportera de Contralínea y Rocío González Trápaga, exreportera de Televisa, colaboradora de la casa editorial y periodista independiente, fueron encontradas asesinadas en el sur de la Ciudad de México. Los cuerpos fueron reportados por vecinos del lugar, los cuales estaban desnudos, sin heridas de bala ni de armas blancas, pero sí con signos de violencia: golpes y moretones en sus respectivos cuellos.
Según el procurador capitalino, la PGJDF ya integró la averiguación previa y el caso lo investiga el área de Homicidios. “Se trata de un feminicidio”, expuso Mancera y, según las primeras líneas de investigación, la muerte de ambas mujeres no tiene que ver con su labor periodística.